# جيمس تشيستر برادلي
جيمس تشيستر برادلي (بالإنجليزية: James Chester Bradley)‏ هو عالم حيوانات وعالم حشرات أمريكي، ولد في 11 فبراير 1884، وتوفي في 25 فبراير 1975.